# Beverley Knight
Beverley Knight (* 22. března 1973) je anglická zpěvačka. Narodila se jamajským rodičům ve Wolverhamptonu. Již od dětství se věnovala zpěvu v kostele. Své první album nazvané The B-Funk vydala v roce 1995. Následovalo několik dalších alb. Během své kariéry spolupracovala s mnoha hudebníky, mezi které patří například Ali Campbell, Jools Holland, Courtney Pine a Roni Size. Získala řadu ocenění, například MOBO. Dále byla nominována na Mercury Prize a BRIT Awards. V roce 2006 získala Řád britského impéria.

## Diskografie
- The B-Funk (1995)
- Prodigal Sista (1998)
- Who I Am (2002)
- Affirmation (2004)
- Music City Soul (2007)
- 100% (2009)
- Soul UK (2011)